# Dan Bricklin
Dan Bricklin (Filadélfia, 16 de julho de 1951) é um cientista estadunidense.
Foi o idealizador e criador, junto de Bob Frankston, do Visicalc, a primeira planilha eletrônica do mercado.
Também criou outros programas e fundou várias empresas.